# Cataenococcus guatemalensis
Cataenococcus guatemalensis är en insektsart som först beskrevs av Ferris 1953.  Cataenococcus guatemalensis ingår i släktet Cataenococcus och familjen ullsköldlöss. Inga underarter finns listade i Catalogue of Life.